# کلاوکوئوت ساوند
کلاوکوئوت ساوند (به انگلیسی: Clayoquot Sound) یک آب‌گذر در کانادا است که در جزیره ونکوور واقع شده‌است.